# Керзац
Керзац (нім. Kehrsatz) — громада  в Швейцарії в кантоні Берн, адміністративний округ Берн-Міттельланд.

## Географія
Громада розташована на відстані близько 5 км на південний схід від Берна.
Керзац має площу 4,4 км², з яких на 21,1% дозволяється будівництво (житлове та будівництво доріг), 54,4% використовуються в сільськогосподарських цілях, 22,5% зайнято лісами, 2% не є продуктивними (річки, льодовики або гори).

## Демографія
2019 року в громаді мешкало 4331 особа (+6% порівняно з 2010 роком), іноземців було 26,8%. Густота населення становила 975 осіб/км².
За віковим діапазоном населення розподілялося таким чином: 22,6% — особи молодші 20 років, 57% — особи у віці 20—64 років, 20,4% — особи у віці 65 років та старші. Було 1813 помешкань (у середньому 2,4 особи в помешканні).
Із загальної кількості 1052 працюючих 41 був зайнятий в первинному секторі, 216 — в обробній промисловості, 795 — в галузі послуг.